# Harry Seeley taxonjai

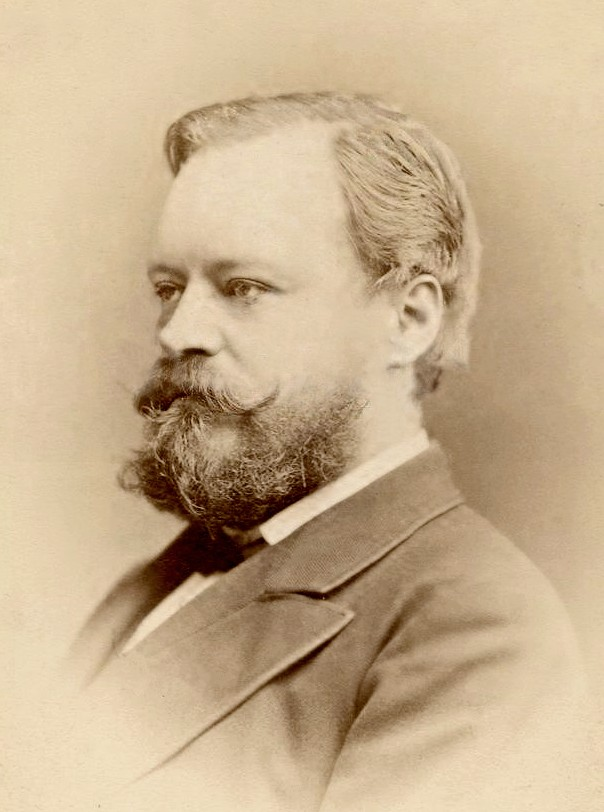
Harry Seeley

Ezen a listán azok a taxon nevek szerepelnek, amelyeket Harry Seeley (1839 – 1909) alkotott. Azok a taxon nevek, amelyek nincsenek belinkelve, manapság csak szinonimaként használtak (az alábbi lista nem teljes):

## Emlősszerűek
- Kannemeyeria Seeley, 1908
- Cynognathus Seeley, 1895

## Hüllők

### Teknősök
- Rhinochelys Seeley, 1869

### Ichthyoszauruszok
- Ophthalmosaurus Seeley, 1874
- Ophthalmosaurus icenicus Seeley, 1874

### Plezioszauruszok
- Rhomaleosaurus Seeley, 1874
- plioszaurusz-félék (Pliosauridae) Seeley, 1874
- Liopleurodon pachydeirus Seeley, 1869
- Peloneustes philarchus Seeley, 1869

### Dinoszauruszok
- madármedencéjűek (Ornithischia) Seeley, 1888

### Procolophonomorpha
- Bradysaurus baini Seeley, 1892
- Pareiasaurus baini Seeley, 1892 - Bradysaurus baini
- Pareiasaurus minor Seeley, 1892 - Pareiasaurus serridens
- Pareiasaurus omocratus Seeley, 1888 -
- Propappus omocratus Seeley, 1888 - Pareiasaurus serridens